# Scarlet Records
Scarlet Records is een onafhankelijk platenlabel, gevestigd in de Italiaanse stad Milaan. Het label richt zich op het metalgenre.

## Geschiedenis
Scarlet Records werd in 1998 opgericht door Filippo Bersani. Er zijn in de loop der jaren meer dan 200 albums uitgebracht op het label. In 2011 werd een samenwerking aangegaan met Entertainment One Distribution voor de Noord-Amerikaanse distributie van nieuwe uitgaven. Scarlet was een tijdlang een dochteronderneming van BL Music, maar sinds 2021 is het een limited company (srl - de Italiaanse versie van een naamloze vennootschap).

## Evenementen
Het label organiseert jaarlijks Scarlet Records Fest, een evenement waarop diverse artiesten die een contract hebben bij het label liveoptredens verzorgen.

## Artiesten

### Huidige artiesten (selectie)
- Allhelluja
- Bloodshot
- Bokor
- BRICK
- Bulldozer
- Dark Moor
- DGM
- Degrees of Truth
- Dotma
- Eldritch
- Empyrios
- Extrema
- Faithsedge
- Frozen Crown
- Furor Gallico
- Holy Knights
- Infinita Symphonia
- Kaledon
- Kingcrow
- Labyrinth
- Mastercastle
- Michele Luppi
- Necrodeath
- Nocturna
- Node
- Odd Dimension
- Operatika
- Primevil
- Royal Hunt
- Sadist
- Sawthis
- Scamp
- Scar of the Sun
- Shizo
- Shaman
- Secret Sphere
- Skyclad
- Slowmotion Apocalypse
- Solar Fragment
- Theatres des Vampires
- Tigertailz
- Timo Tolkki
- Vexillum[1]
- Whyzdom[2]
- Wuthering Heights

### Voormalige artiesten (selectie)
- Aborym
- Agent Steel
- Arachnes
- Barcode
- Blinded Colony
- Cadaveria
- Disarmonia Mundi
- Dragonhammer
- Hatesphere
- Invocator
- Lords of Decadence
- Malfeitor
- Manticora
- Metatrone
- Odyssea
- Requiem
- Revolution Renaissance
- Skylark
- SmaXone
- Spice & The RJ Band
- Stormlord
- Subzero
- Tears of Magdalena
- Terror 2000
- Thy Majestie
- Tyrant Eyes
- Vision Divine